# Crkva Bezgrješnog začeća Blažene Djevice Marije u Riveri
Crkva Bezgrješnog začeća Blažene Djevice Marije (špa. Iglesia de la Inmaculada Concepción, poznato i pod skraćenicom La Inmaculada) je katolička župna crkva u urugvajskom gradu Riveri.
Crkva je izgrađena 1884., iste godine kada je i na poticaj biskupa Inocencija Maríe Yéreguia osnovana katolička župa.
Izgrađena je od kamena i vezivnih materijala kao jednobrodna crkva sa zvonikom. Na pročelju ima i rozetu te nekoliko vitraja.
Najistaknutiji župnik bio je Carlos Parteli tijekom 1940-ih, koji je kasnije vršio dužnost tacuarembóvskog biskupa i nadbiskupa Montevidea.